# Dragan Bošnjak
Dragan Bošnjak (Kanjiža, 19. listopada 1956. – Kanjiža, 27. ožujka 2019.), bio je srbijanski nogometaš.

## Igračka karijera
Rođen je u Kanjiži 1956. godine. Počeo u Spartaku iz Subotice, nastavio u Vojvodini. Igrao za Dinamo iz Zagreba od 1979. do 1984. godine. S Dinamom je 1981./82. osvojio naslov prvaka. Odigrao dvije utakmice u Kupu europskih prvaka protiv Sportinga. S Dinamom je osvojio Kup maršala Tita 1979./80. i do finala 
Kupa maršala Tita 1981./82. Igrao je 1985. godine u vinkovačkom Dinamu. Karijeru je 1987. godine nastavio u Španjolskoj, u Figueresu, a zaključio 1988. godine u matičnom Spartaku.

## Vanjske poveznice
- (njem.) Weltfussball Profil
- (engl.) Profil nat PlayerHistory